# Самогон

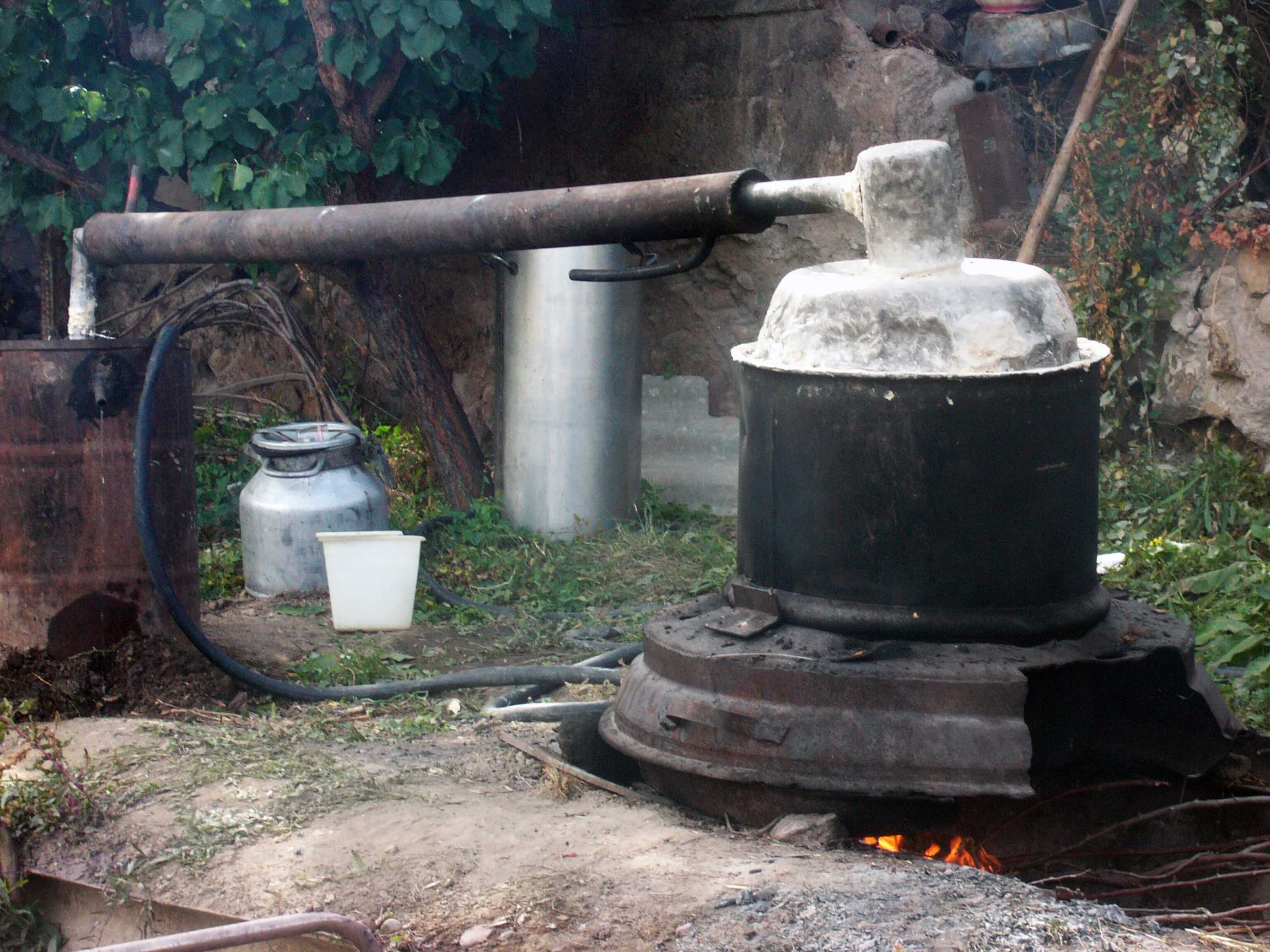
Польовий самогонний апарат, що використовується переважно в Білорусі і Волині

Самогон, сивуха, первак, самогінка — міцний (40 — 60 %) спиртний напій домашнього виробництва, що виготовляється шляхом перегону браги через саморобні або заводського виробництва апарати.
Брага отримується при спиртовому бродінні за допомогою дріжджів з продуктів, що містять цукор або зацукруванням сировини, що містить крохмаль. Це може бути жито, цукор, картопля, фрукти, буряк та інше.

## Самогонний апарат

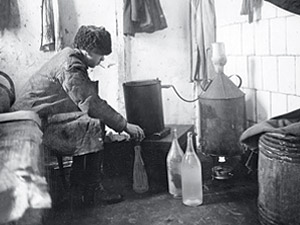
Самогонник за варінням самогону

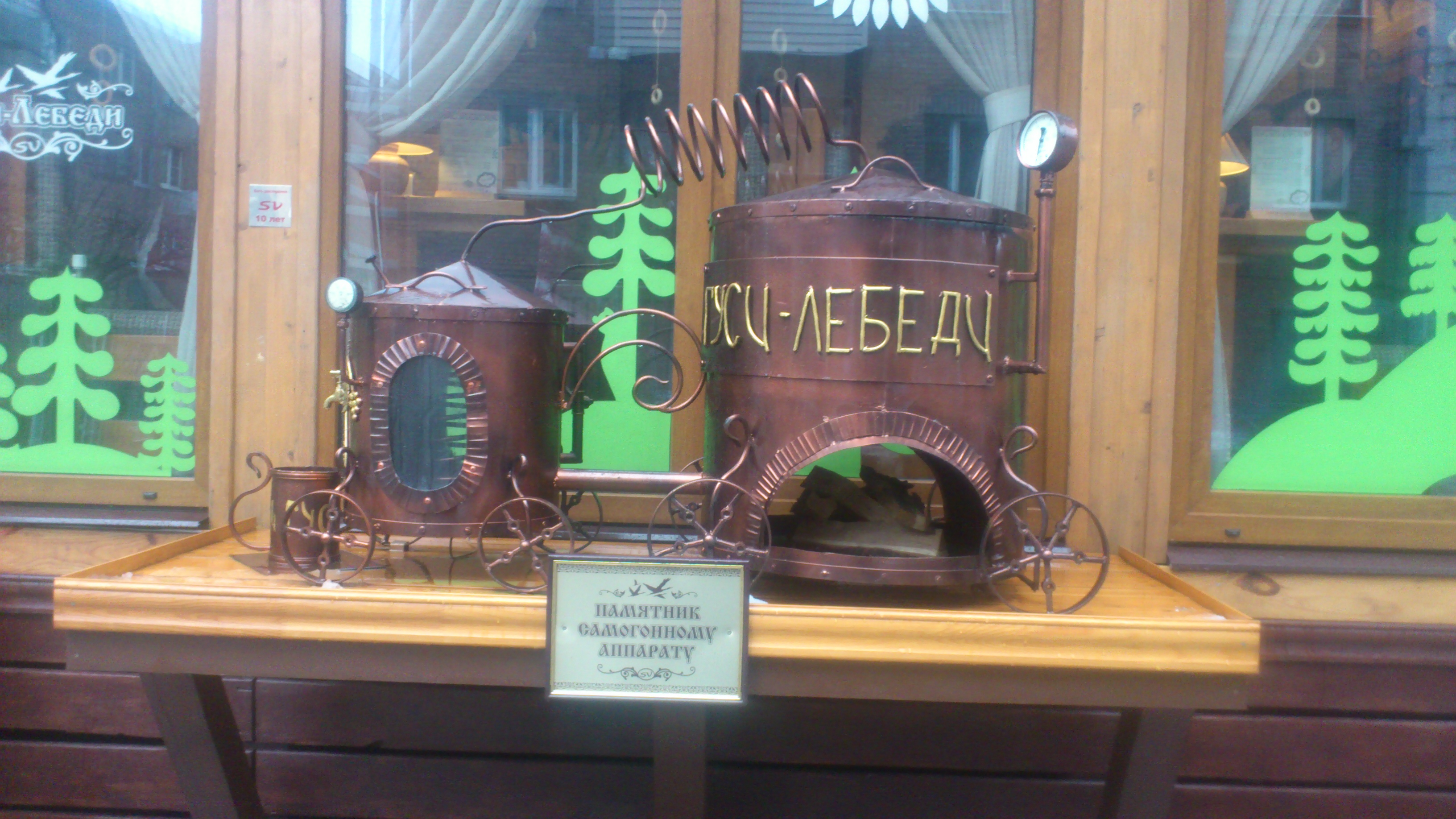
Пам'ятник самогонному апарату в Києві на вулиці Кониського

Самогонний апарат — набір технічних пристроїв для виготовлення самогону в домашніх умовах. З технічної точки зору самогон є продуктом дистиляції браги, а отже самогонний апарат — дистилятором.

## Попередження
Як правило, але не завжди, міцні спиртові напої домашнього приготування містять шкідливі для людського організму речовини. Промоутери напоїв за держцінами поширюють думку що без застосування спеціальних технологій у домашніх умовах їх неможливо видалити із напоїв. Тому нібито рекомендується вживати лише ті міцні напої, які виготовлені промисловим способом.[джерело?]